# Bell AH-1 Cobra
AH-1 Cobra er en kamphelikopter produceret af Bell Helicopter Textron. Den var en videreudvikling af Bell UH-1 Iroquois-helikopteren på baggrund af den amerikanske hærs behov for en helikopter, som kunne beskytte troppetransport-helikopterne under landing. I starten blev UH-1 Iroquois helikoptere, monteret med maskingeværer og raketter på siden, brugt til dette formål. Men på grund af den ekstra vægt var de meget langsommere end troppetransport-helikopterne. Derfor blev Cobra'en introduceret i 1967.
I dag har hæren afskaffet Cobra-helikopterne til fordel for AH-64 Apache, men den er stadig i brug i marinekorpset.
Cobra-helikoptere blev også eksporteret til Iran, før shahens fald. Derudover har Israel også et stort antal Cobra'er, ligesom Japan og Sydkorea har et vist antal i tjeneste.